# (1463) Nordenmarkia
(1463) Nordenmarkia es un asteroide perteneciente al cinturón de asteroides descubierto por Yrjö Väisälä desde el observatorio de Iso-Heikkilä, Finlandia, el 6 de febrero de 1938.

## Designación y nombre
Nordenmarkia recibió inicialmente la designación de 1938 CB.
Más adelante se nombró en honor del astrónomo sueco Nils V. E. Nordenmark (1867-1962).

## Características orbitales
Nordenmarkia orbita a una distancia media de 3,155 ua del Sol, pudiendo alejarse hasta 3,749 ua. Tiene una inclinación orbital de 7,299° y una excentricidad de 0,1884. Emplea en completar una órbita alrededor del Sol 2047 días.